# Социальная сеть
Социа́льная сеть (сокр. соцсеть, SNS от social networking service) — онлайн-платформа, используемая для общения, знакомств, создания социальных отношений между людьми, которые имеют схожие интересы или офлайн-связи, а также для развлечения (музыка, фильмы) и работы.

## Виды и типы
Помимо перечисленных социальных сетей имеются следующие типы ресурсов в формате Веб 2.0:
1. Социальные закладки (англ. social bookmarking). Некоторые веб-сайты позволяют пользователям предоставлять в распоряжение других список закладок или популярных веб-сайтов. Такие сайты также могут использоваться для поиска пользователей с общими интересами. Пример: Delicious, Pinterest
2. Социальные каталоги (англ. social cataloging) напоминают социальные закладки, но ориентированы на использование в академической сфере, позволяя пользователям работать с базами данных цитат из научных статей. Примеры: Academic Search Premier, LexisNexis, Academic University, CiteULike, Connotea.
3. Социальные библиотеки представляют собой сервисы и инструменты, позволяющие посетителям оставлять ссылки на их коллекции, книги, документы, аудиозаписи и т. п., доступные другим. Предусмотрена поддержка системы рекомендаций, рейтингов и т. п. Примеры: discogs.com, IMDb.com.
4. Социальные медиахранилища — сервисы для совместного хранения медиафайлов. Их можно классифицировать по типу файлов размещаемых на этих серверах.
5. Специализированные социальные сети. Объединяют людей по определённым критериям (например, возраст, пол, вероисповедание, определённые увлечения и т. д.).
  - Профессиональные социальные сети создаются для общения на профессиональные темы, обмена опытом и информацией, поиска и предложения вакансий, развития деловых связей. Примеры: LinkedIn, Мой Круг, Профессионалы.ру[1].
  - Корпоративные социальные сети решают задачи организации и сопровождения деятельности компании[2].
6. Сервисы для совместной работы с документами.
7. Геосоциальные сети позволяют налаживать социальные связи на основании географического положения пользователя. При этом используются различные инструменты геолокации (например, GPS или гибридные системы типа технологии AlterGeo), которые дают возможность определять текущее местонахождение того или иного пользователя и соотносить его позицию в пространстве с расположением различных мест и людей вокруг.
8. Видеохостинги. Например, видеоплатформы для коротких видео TikTok, Likee, Yappy.

## История
Русский писатель, философ и общественный деятель XIX века Владимир Одоевский в своём незаконченном утопическом романе «4338-й год», написанном в 1835 году, предсказал появление современных блогов и Интернета в целом. В нём сказано, что «между знакомыми домами устроены магнетические телеграфы, посредством которых живущие на далёком расстоянии разговаривают друг с другом», а также о «домашних газетах», издающихся «во многих домах, особенно между теми, которые имеют большие знакомства»: этими газетами «заменяется обыкновенная переписка», в них «помещаются обыкновенно извещение о здоровье или болезни хозяев и другие домашние новости, потом разные мысли, замечания, небольшие изобретения, а также и приглашения, когда же бывает зов на обед, то и le menu»).
Предтечей соцсетей стала электронная доска объявлений, первую из них, под названием CBBS, создал сотрудник IBM У. Кристенсен в 1978 году. Уже в 1983 году в мире насчитывалось 800 электронных досок, а в 1988 — 5000.
Популярность в Интернете социальные сети начали завоёвывать в 1995 году, с появлением американского портала Classmates. Проект оказался весьма успешным, что в следующие несколько лет спровоцировало появление не одного десятка аналогичных сервисов. Но официальным началом бума социальных сетей принято считать 2003—2004 года, когда в США были запущены LinkedIn, MySpace и Facebook. В русскоязычном же сегменте интернета социальные сети в виде Одноклассников и ВКонтакте стали набирать популярность с 2006 года (русская версия сайта Facebook появилась только в 2008 году).

## Реклама в социальных сетях
Социальные сети являются мощным инструментом маркетинговых исследований, поскольку пользователи добровольно публикуют информацию о себе, своих взглядах, интересах, предпочтениях и так далее. Ввиду этого рекламодатели могут весьма чётко определять, каких именно пользователей заинтересует их объявление, и направить свои рекламные объявления конкретным пользователям, в зависимости от информации в их профилях (возраст, пол, место жительства и прочее). Такой тип рекламы получил название таргетированной (англ. «Target» — цель).
Объём рынка рекламы в социальных сетях неуклонно растёт. В 2007 году, по оценкам аналитической компании eMarketer, он достиг отметки в 1,225 млрд долларов. При составлении отчёта экспертами eMarketer учитывались все виды рекламы, размещённой в социальных сетях, включая медийную, контекстную, аудио и видеорекламу, а также затраты на маркетинговые проекты, в которых маркетологи создают профили для своих товаров и брендов в социальных сетях. Кроме того, в прогнозах впервые учитываются расходы на создание виджетов и приложений. В 2011 году доходы социальных сетей от рекламы превысили 5 миллиардов долларов.
Используя рекламу в социальных сетях, можно работать с группами пользователей, объединённых по таким параметрам, как:
- интересы;
- возраст;
- география;
- пол;
- социальное положение;
- уровень дохода;
- марка используемого мобильного устройства (Apple, Samsung) и т. п.

Другим способом привлечения клиентов через социальные сети является создание компаниями сообществ в социальных сетях. Такие сообщества позволяют доносить новую информацию до пользователей, которых вероятнее всего заинтересует продукция или услуги компании.
Социальные сети могут использоваться не только в качестве инструментов связей с общественностью и прямого маркетинга, но и в качестве каналов связи, предназначенных для очень специфической аудитории с влиятельными лицами в социальных сетях и личностями социальных сетей, а также в качестве эффективных инструментов привлечения клиентов.

## Тёмная сторона социальных сетей
Многие люди не понимают, что информация, размещённая ими в социальных сетях, может быть найдена и использована кем угодно, не обязательно с благими намерениями. Информацию о человеке в социальных сетях могут найти их работодатели, родственники, сборщики долгов, преступники и другие заинтересованные лица. Судебные приставы иногда используют социальные сети, чтобы найти неплательщиков или получить сведения об их имуществе.
Некоторые работодатели запрещают пользоваться социальными сетями — не только ради экономии, но и чтобы воспрепятствовать утечке информации.
Также пользователи соцсетей могут столкнуться с травлей, критикой, «нелестными отзывами» и необоснованными слухами.
Известен случай проявления психосоматических расстройств на почве зависимости от общения в социальных сетях — в Белграде пользователь Снежана Павло́вич (Snezhana Pavlović) попала в психиатрическую клинику после того, как её заметка в социальной сети «Facebook» не вызвала интереса среди её друзей. Врачи клиники назвали этот случай «синдром Снежаны», объясняя поведение пациентки как обычный стресс от неудовлетворённости социальной потребности индивидуума в современном мире.
Тема рисков использования социальных сетей была освещена в множестве научных работ, в том числе:
- Д. Бойд на основании материалов опросов в 16 штатах США сделала вывод о двух основных «страхах», вызываемых социальными сетями: сексуальные домогательства и конфиденциальность информации.
- Контент-анализ периодической печати в Дании позволил М. Ларсен составить список наиболее часто упоминаемых проблем в связи с социальными сетями, куда входят: сексуальное насилие и педофилия, запугивание и преследование, угрозы и насилие, распространение националистических идей.
- К. Фукс в ходе онлайн-опроса немецких и австрийских студентов получил следующий список рисков: конфиденциальность данных, распространение спама, возможность потери личной информации, создание негативного имиджа, интернет-зависимость.
- С. В. Бондаренко на материале исследования виртуальных сетевых сообществ юга России сделал вывод о наличии следующих форм проявления девиантного поведения: хакерство, нарушение режима секретности, диффамация, кибертерроризм, компьютерная педофилия.
- Опрос, проведённый на портале ГУ-ВШЭ, показал, что по мнению респондентов, сети «затягивают» и отнимают слишком много времени, вытесняют реальное общение, обеспечивают «избыточность общения и информации». «Вопросы конфиденциальности — упоминается в отчёте, — беспокоят пользователей социальных сетей в меньшей степени. В основном эти страхи связаны с лёгкой доступностью контактной информации для спамеров, а не с работой спецслужб»[15].
- В работе «Аутопойезис социальных сетей в интернет-пространстве» было проиллюстрировано, как социальные сети распределяют, интегрируют и задают рамки психологических рекурсий; они расходуют смоделированный психикой код посредством перенесения всё большего числа элементов частной жизни во всеобщее тотальное поле взаимодействий[16].

Некоторые СМИ утверждают, что в соцсетях действуют так называемые группы смерти, которые пропагандируют суицид и могут довести детей до самоубийства. В 2016-м году Роспотребнадзор заявил, что более трети материалов, описывающих способы добровольного ухода из жизни и агитирующих к ней, собрано в социальной сети ВКонтакте. С 7 июня 2017 года в России действует закон об уголовной ответственности за создание «групп смерти» в интернете, предусматривающий до 6 лет лишения свободы.

## Влияние на восприятие диких животных
Социальные сети оказывают значительное влияние на восприятие диких животных, что имеет как положительные, так и отрицательные последствия для их благополучия и сохранения. Ежедневно миллионы пользователей делятся фотографиями и видео диких животных на платформах, таких как Facebook, Instagram, Twitter и YouTube, что способствует распространению "селфи с дикими животными" и изменению туристических практик. Исследование 2013 показало, что вирусное видео с лори привело к тому, что многие комментаторы выразили желание завести лори в качестве домашнего животного, не осознавая рисков для благополучия животных и незаконной торговли. В другом исследовании 2015 года было обнаружено, что каждое 100-е видео с лори на платформах для обмена видео содержало как минимум один признак плохого обращения с животными, а зрители чаще ставили лайки видео, где лори находились в состоянии стресса. Исследование 2018 года выявило 259 постов в социальных сетях с рекламой продажи африканских серых попугаев, из которых не менее 70% нарушали национальные законы, правила CITES и основные стандарты благополучия.